# Commelina congesta
Commelina congesta är en himmelsblomsväxtart som beskrevs av Charles Baron Clarke. Commelina congesta ingår i släktet himmelsblommor, och familjen himmelsblomsväxter. Inga underarter finns listade.